# Choriolaus sabinoensis
Choriolaus sabinoensis là một loài bọ cánh cứng trong họ Cerambycidae.